# Piaranthus geminatus
Piaranthus geminatus är en oleanderväxtart. Piaranthus geminatus ingår i släktet Piaranthus och familjen oleanderväxter.

## Underarter
Arten delas in i följande underarter:
- P. g. decorus
- P. g. geminatus
- P. g. foetidus